# Exocentrus ruficornis
Exocentrus ruficornis är en skalbaggsart som beskrevs av Hintz 1919. Exocentrus ruficornis ingår i släktet Exocentrus och familjen långhorningar. Inga underarter finns listade i Catalogue of Life.